# 域名交易
域名交易是指个人或商业团体，将自己所注册的尚未到期且属于自己的互联网域名通过买卖、交换等方式进行所属权变更的行为，有人以自己出售自己所有的域名而获利。由于可以在一些著名公司之前抢先注册域名，域名所有者可以以向该公司索高价进行交易。中国大陆的中国互联网信息中心通过禁止个人申请.cn域名来防止这种投机行为。